# Dodge
Dodge je americká značka vyrábějící automobily, SUV, minivany a pick-upy, která je pod koncernem Stellantis prodávána ve více než 60 různých zemí.
Byla založena roku 1900 jako Dodge Brothers Company, aby zásobovala rostoucí automobilový průmysl v Detroitu. Svoje vlastní vozy začali vyrábět až roku 1914. Roku 1928 byla značka prodána společnosti Chrysler Corporation, 1998–2007 prošla krátkodobým DaimlerChrysler jako část Chrysler Group a nyní je součástí Chrysler LLC.

## Současné modely
- Charger
- Challenger
- Durango
- Journey
- Grand Caravan
- Ram
- Promaster

## Galerie

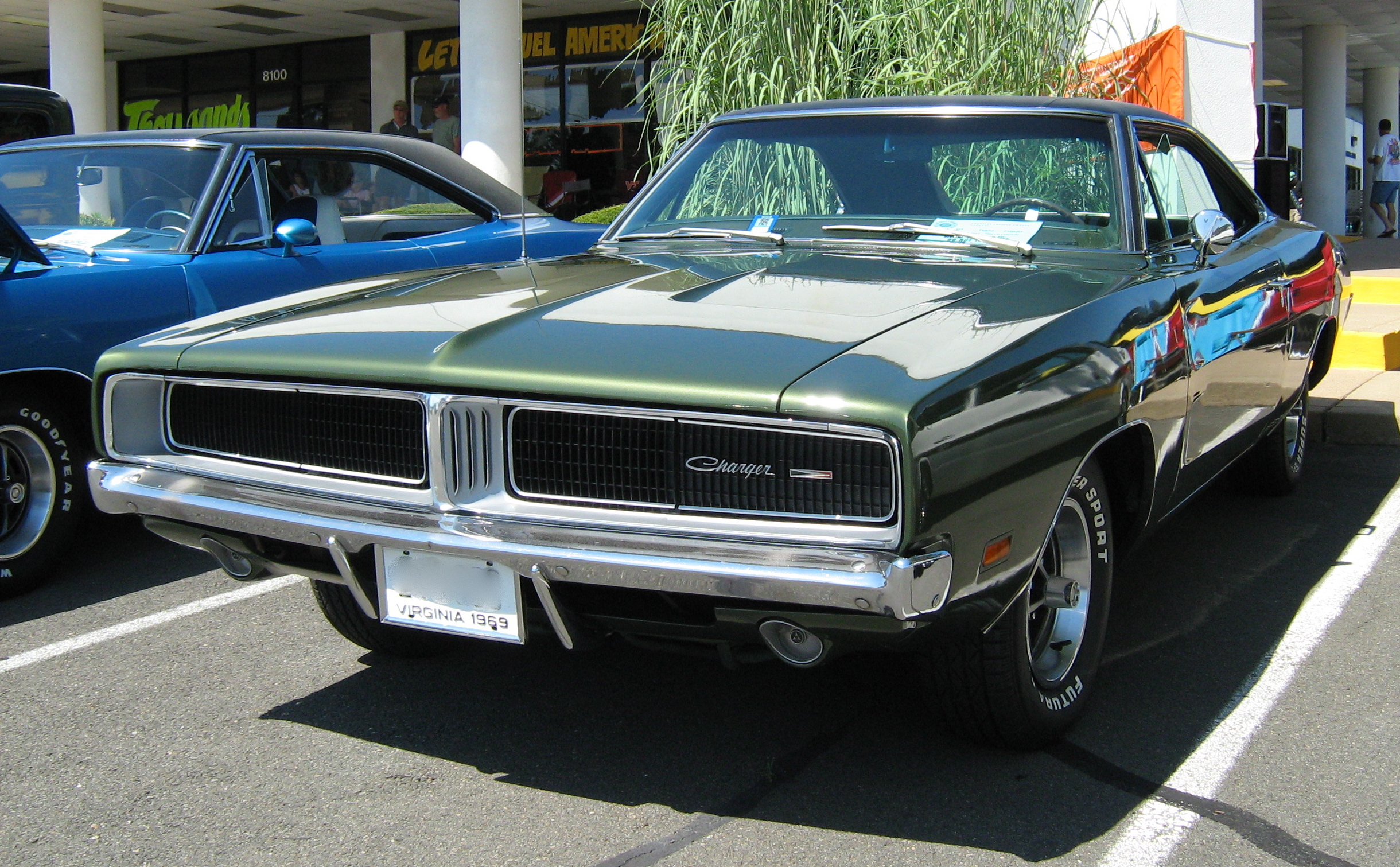
1969 Dodge Charger
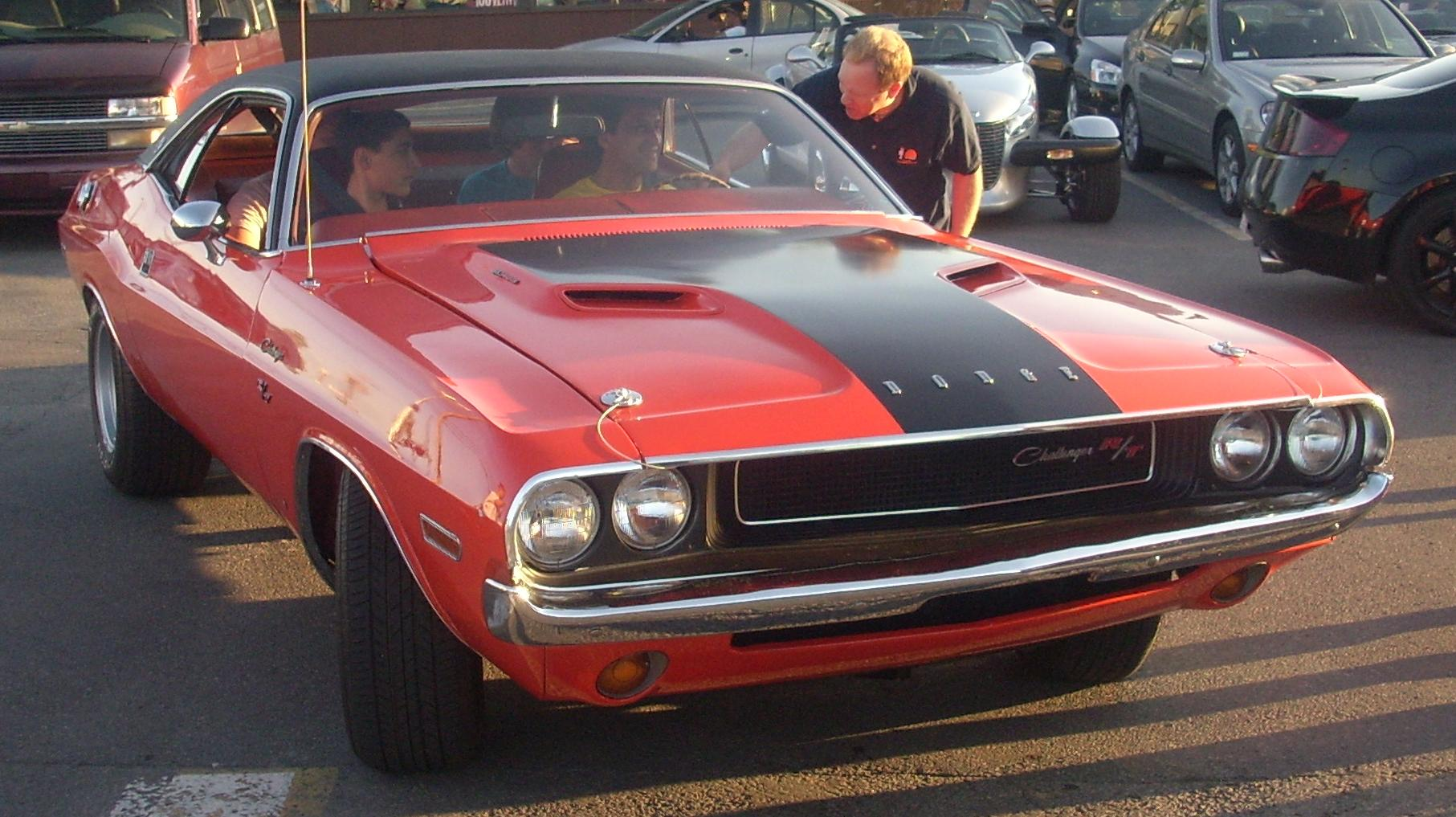
1970 Dodge Challenger
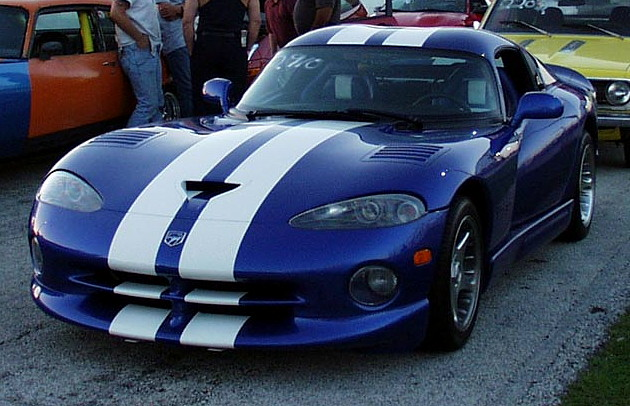
Dodge Viper
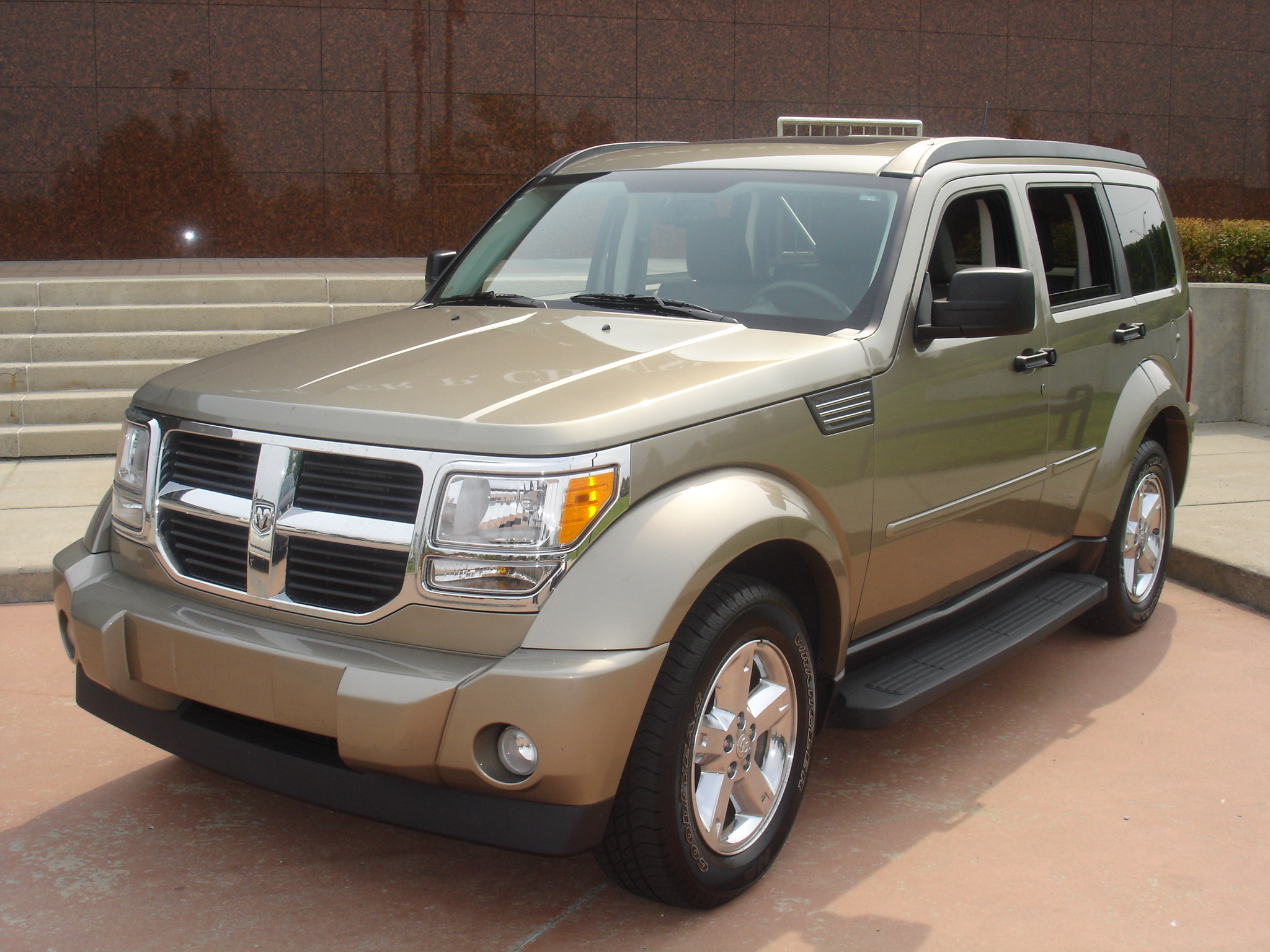
Dodge Nitro